# せんどう
せんどうは、千葉県市原市を中心に展開している食品スーパーマーケット、および同名の運営会社。株式会社ヤオコーの連結子会社、セルコグループ加盟店。

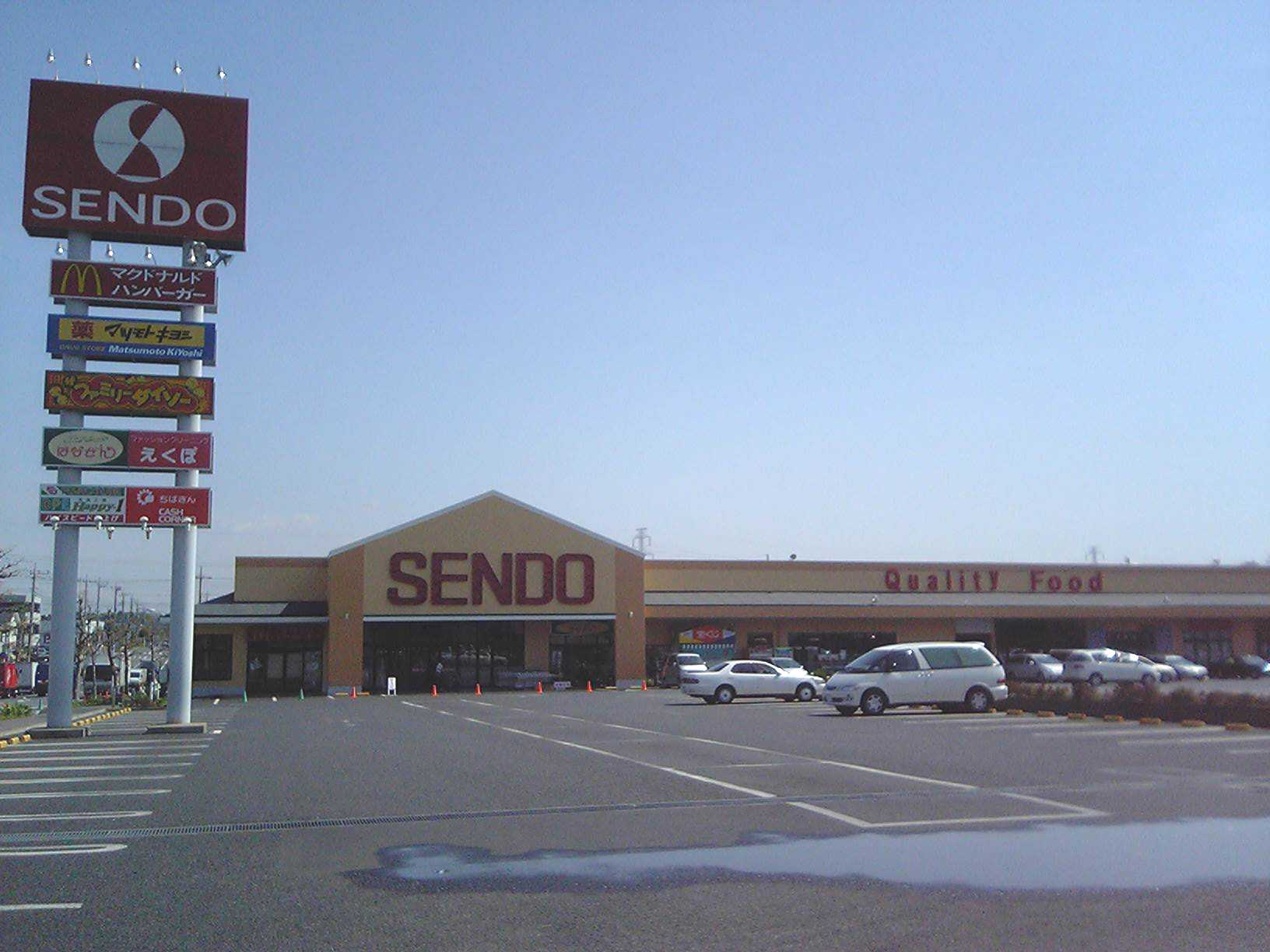
せんどう国分寺台店

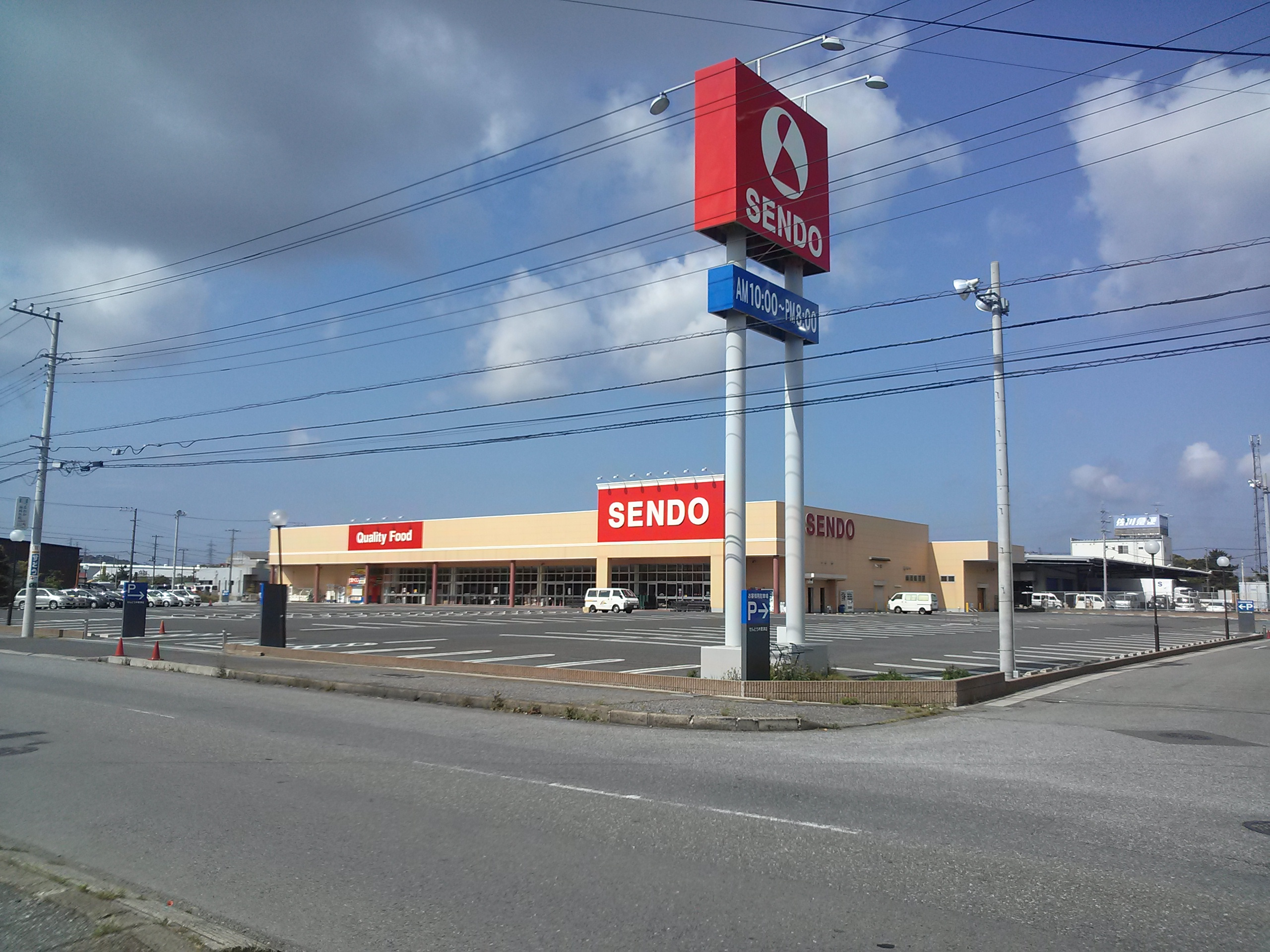
せんどう木更津店

## 概要
1969年に市原市八幡で創業。
社名、店名のせんどうは創業者、木口宣道の名前を音読みしたもの。

## 沿革
- 1969年 - 株式会社せんどう設立
- 1991年 - 5店舗目を開店
- 2000年 - 10店舗目を開店
- 2011年 - 20店舗目を開店（ドラッグストア SENDOを含む）
- 2020年7月1日 - レジ袋有料化[4]。
- 2021年
  - 9月13日 - 埼玉県を中心に店舗を展開しているヤオコーとの間で資本・業務提携を締結[5]。
  - 10月 - ヤオコーがせんどうの株式の43.18%を取得して、ヤオコーの持分法適用会社となる[6]。
- 2024年4月1日 - ヤオコーがせんどうへの出資比率を66%まで高めた上で連結子会社化した[7][8][9]。

## 店舗
2022年9月現在、25店舗（ドラッグストア SENDOを含む）
- 八幡店（市原市八幡）
- ちはら台店（市原市ちはら台）
- 辰己台店（市原市辰巳台西）
- 国分寺台店（市原市国分寺台中央）
- 五井金杉店（市原市五井金杉）
- 島野店（市原市島野）
- 青柳店（市原市千種）
- 古市場店（千葉市緑区）
- おゆみ野店（千葉市緑区・おゆみ野MrMaxショッピングセンター内）
- 土気店（千葉市緑区あすみが丘）※土気駅近隣
- 大宮台店（千葉市若葉区大宮台）
- 美しが丘店（四街道市美しが丘）
- 東金プラザ店（東金市家徳）
- 茂原店（茂原市早野）
- 一宮店（長生郡一宮町宮原）
- 木更津店（木更津市潮見）
- 酒々井店（印旛郡酒々井町中央台）
- 長沼店（千葉市稲毛区長沼）
- 五井中央店（市原市五井）
- 千葉みなと店（千葉市中央区）
- 大原岬店（いすみ市岬町江場土）
- 新茂原店（茂原市長尾）
- ドラッグストア SENDO八幡薬局（市原市八幡）
- 誉田店（千葉市緑区誉田町・誉田駅北口）
- 袖ケ浦店（袖ケ浦市袖ケ浦駅前・ゆりまち袖ケ浦駅前モール内）

## その他の施設
- 潤井戸プロセスセンター（市原市・潤井戸[10]） - 2014年11月に精肉・鮮魚部門が、翌年3月に惣菜部門が開設）
- 千葉物流センター（千葉市・千葉市地方卸売市場場内）

## その他
- 買物袋を持参した客向けのポイントサービスが行なわれていたが、レジ袋有料化に伴い終了した[4]。
- 渡される袋が他店では珍しいピンク色で周辺地区では一際インパクトがある。
- 本拠地が市原市にあるため、市原市指定可燃物ゴミ袋が買い物袋として、市の内外問わず渡されることがある。